# 康蘭 (伊利諾伊州)
康蘭（英語：Cornland）是位於美國伊利諾伊州洛根縣的一個人口普查指定地區。

## 地理
康蘭的座標為39°56′14″N 89°24′08″W / 39.93722°N 89.40222°W，而該地最高點為海拔高度182米（即597英尺）。

## 人口
根據2010年美國人口普查的數據，康蘭的面積為0.25平方千米，當中陸地面積為0.25平方千米，而水域面積為0.00平方千米。當地共有人口93人，而人口密度為每平方千米372人。